# Cuore di cuoio
 Cuore di cuoio  (2004), è un romanzo scritto dall'autore italiano Cosimo Argentina.

## Trama
Romanzo di formazione di Cosimo Argentina. È la storia di Camillo Marlo, quindicenne che nel 1977 vive in un quartiere popolare di Taranto. La sua vita è giocare a calcio e passare quanto più tempo possibile con gli amici. Ci sono anche le ragazze, ma Camillo ha in mente una e una sola idea: diventare un calciatore professionista. La tecnica narrativa di questo romanzo è una visione dal basso degli eventi in chiave a volte ironica a volte cinica. I dialoghi in parte in dialetto e gli scenari tipici degli anni Settanta sono alcuni dei punti di forza del romanzo segnalato al premio Bancarella Sport. Importanti sono due figure di calciatori, veri e propri idoli per Camillo: Ruud Krol e Erasmo Iacovone.